# Cristigibba wesselensis
Cristigibba wesselensis é uma espécie de gastrópode  da família Camaenidae.
É endémica da Austrália.